# Cylindroniscus seurati
Cylindroniscus seurati är en kräftdjursart som beskrevs av Arcangeli 1929. Cylindroniscus seurati ingår i släktet Cylindroniscus och familjen Trichoniscidae. Inga underarter finns listade i Catalogue of Life.